# Solidão (Braziliaanse gemeente)
Solidão is een gemeente in de Braziliaanse deelstaat Pernambuco. De gemeente telt 6.123 inwoners (schatting 2009).